# Łącznik półprzewodnikowy
Łącznik półprzewodnikowy – łącznik automatyczny bezzestykowy niskiego napięcia.
Łączniki półprzewodnikowe zaliczane są do urządzeń energoelektronicznych. Nie posiadają mechanicznych zestyków. Ich rolę spełniają elementy półprzewodnikowe (dioda, tranzystor, tyrystor). Załączenie i wyłączenie odbywa się przez zmiany w strukturze wewnętrznej półprzewodnika (stan przewodzenia lub stan zaporowy). Czasami łącznki półprzewodnikowe mylnie określa się terminem stycznik półprzewodnikowy. Jednym z przykładów powszechnie stosowanego łącznika półprzewodnikowego jest łącznik tyrystorowy.